# Plooivleugelwespen
De plooivleugelwespen (Vespidae) zijn een familie van de wespachtigen (Vespoidea). De familie komt over de hele wereld voor en telt duizenden soorten.
Vrijwel alle bekende sociale (kolonievormende) wespensoorten behoren tot de plooivleugelwespen. Van de soorten die in gematigde gebieden leven, blijft aan het eind van de zomer alleen een bevruchte koningin achter; de rest van het nest sterft.

## Kenmerken
Plooivleugelwespen danken de naam aan de geplooide vleugels, deze worden opgevouwen in rust waardoor het lijkt of de vleugels erg smal zijn. De lichaamslengte varieert van 0,4 tot 3,6 cm. Ze zijn bijna allemaal zwart met gele dwarsbanden en ze kunnen pijnlijk steken.

## Leefwijze
De larven worden gevoed met fijngeknaagde insecten, de larven geven een zoete vloeistof af die wordt opgenomen door de wespen. De meeste soorten maken het nest van zand, maar sommige soorten, zoals de papierwespen en de veldwespen, maken een nest van gekauwde plantenvezels. Ze vliegen vaak ver van het nest, op zoek naar prooidieren.

## Verspreiding en leefgebied
Deze familie komt wereldwijd voor in allerlei habitats.

## Indeling
- Eumeninae: Leem- of metselwespen
- Euparagiinae: Een kleine groep van 9 soorten uit zuidelijk Noord-Amerika
- Masarinae: Honingwespen
- Polistinae: Veldwespen
- Stenogastrinae: Hangwespen, komen voor in Azië
- Vespinae: Papierwespen

## Geslachten
(Indicatie van aantallen soorten per geslacht tussen haakjes)
- Alastor  (5)
- Allodynerus  (6)
- Ancistrocerus  (25)
- Antepipona  (8)
- Brachyodynerus  (1)
- Celonites  (6)
- Cephalochilus  (1)
- Ceramius  (8)
- Cyrtolabulus  (1)
- Chlorodynerus  (1)
- Delta  (1)
- Discoelius  (2)
- Dolichovespula Rohwer, 1916 (7)
- Eumenes Latreille, 1802 (13)
- Eumicrodynerus  (2)
- Euodynerus  (15)
- Eustenancistrocerus  (3)
- Gymnomerus  (1)
- Hemipterochilus  (3)
- Ischnogasteroides  (1)
- Jucancistrocerus  (1)
- Jugurtia  (1)
- Katamenes  (5)
- Leptochilus  (31)
- Microdynerus  (22)
- Odynerus Latreille, 1802 (20)
- Onychopterocheilus  (6)
- Parachartergus  (2)
- Paragymnomerus  (3)
- Pareumenes  (1)
- Parodontodynerus  (1)
- Polistes  (11)
- Pseudepipona  (11)
- Psiliglossa  (1)
- Pterocheilus  (1)
- Quartinia  (6)
- Raphiglossa  (1)
- Rhynchium  (1)
- Stenancistrocerus  (1)
- Stenodynerus  (15)
- Symmorphus  (10)
- Syneuodynerus  (1)
- Tachyancistrocerus  (2)
- Tropidodynerus  (3)
- Vespa Linnaeus, 1758  (4)
- Vespula Thomson, 1869  (4)
- Zethus Fabricius, 1804 (1)

## In Nederland waargenomen soorten
- Genus: Allodynerus
  - Allodynerus delphinalis
  - Allodynerus rossii
- Genus: Ancistrocerus
  - Ancistrocerus antilope
  - Ancistrocerus auctus
  - Ancistrocerus claripennis
  - Ancistrocerus dusmetiolus
  - Ancistrocerus gazella
  - Ancistrocerus ichneumonideus
  - Ancistrocerus nigricornis
  - Ancistrocerus oviventris
  - Ancistrocerus parietinus
  - Ancistrocerus parietum - (Gewone muurwesp)
  - Ancistrocerus scoticus
  - Ancistrocerus trifasciatus
- Genus: Delta
  - Delta esuriens
- Genus: Discoelius
  - Discoelius dufourii
  - Discoelius zonalis - (Behangerswesp)
- Genus: Dolichovespula
  - Dolichovespula adulterina - (Gewone koekoekswesp)
  - Dolichovespula media - (Middelste wesp)
  - Dolichovespula norwegica - (Noorse wesp)
  - Dolichovespula omissa - (Boskoekoekswesp)
  - Dolichovespula saxonica - (Saksische wesp)
  - Dolichovespula sylvestris - (Boswesp)
- Genus: Eumenes
  - Eumenes coarctatus
  - Eumenes coronatus
  - Eumenes papillarius
  - Eumenes pedunculatus
- Genus: Euodynerus
  - Euodynerus dantici
  - Euodynerus notatus
  - Euodynerus quadrifasciatus
- Genus: Gymnomerus
  - Gymnomerus laevipes
- Genus: Microdynerus
  - Microdynerus exilis
  - Microdynerus nugdunensis
  - Microdynerus timidus - (Kleine dwergleemwesp)
- Genus: Odynerus
  - Odynerus melanocephalus
  - Odynerus reniformis
  - Odynerus spinipes - (Gewone schoorsteenwesp)
- Genus: Polistes
  - Polistes biglumis - (Bergveldwesp)
  - Polistes dominula - (Franse veldwesp)
  - Polistes gallicus - (Cryptische of Gallische veldwesp)
  - Polistes nimpha - (Groefkopveldwesp)
- Genus: Pseudepipona
  - Pseudepipona herrichii - (Rode metselwesp)
- Genus: Pterocheilus
  - Pterocheilus phaleratus - (Baardwesp)
- Genus: Stenodynerus
  - Stenodynerus bluethgeni
  - Stenodynerus dentisquama
  - Stenodynerus orenburgensis
  - Stenodynerus xanthomelas
- Genus: Symmorphus
  - Symmorphus angustatus
  - Symmorphus bifasciatus
  - Symmorphus connexus
  - Symmorphus crassicornis
  - Symmorphus debilitatus
  - Symmorphus fuscipes
  - Symmorphus gracilis
  - Symmorphus murarius
- Genus: Vespa
  - Vespa crabro - (Europese hoornaar)
  - Vespa velutina - (Aziatische hoornaar)
- Genus: Vespula
  - Vespula austriaca - (Oostenrijkse wesp)
  - Vespula germanica - (Duitse wesp)
  - Vespula rufa - (Rode wesp)
  - Vespula vulgaris - (Gewone wesp)